# Alessia Orro
Alessia Orro, född 18 juli 1998, är en italiensk volleybollspelare (passare). 
Hon spelar med Italiens damlandslag i volleyboll och har med dem bland annat vunnit EM 2021 och Volleyball Nations League 2022. Hon har på klubbnivå spelat för Club Italia (det italienska förbundets utvecklingslag), UYBA Volley och Unione Sportiva Pro Victoria Pallavolo Monza. Hon har vunnit CEV Cup både med UYBA Volley (2018/2019) och Unione Sportiva Pro Victoria Pallavolo Monza (2020/2021). I det senare fallet blev hon utsedd till mest värdefulla spelare.